# Bogda Shan
Der Bogda Shan (auch Bogdo Ula oder Bogdo-Ola-Gruppe; chinesisch 博格达山, Pinyin Bógédá Shān) ist ein Gebirgszug des östlichen Tian Shan im Uigurischen Autonomen Gebiet Xinjiang der Volksrepublik China. 
Der Bogda Shan erstreckt sich über eine Länge von 300 km in West-Ost-Richtung. Der Gebirgszug liegt zwischen dem Dsungarischen Becken im Norden und der Turpan-Senke im Süden. Am Fuße des Bogda Shan, an dessen westlichem Ende, befindet sich die Großstadt Ürümqi. Der Bogda Shan erreicht im westlichen Abschnitt im Gipfel Bogda Feng eine maximale Höhe von 5445 m. Das Gebirge besteht hauptsächlich aus präkambrischem und paläozoischem Sedimentgestein. Der Bogda Shan weist steile Berghänge und Berggipfel alpinen Charakters auf. Es gibt in den Gipfelregionen einzelne Gletscher und Firnfelder. Die unteren Bergregionen sind von Wüsten- und Steppenlandschaften gekennzeichnet. Darüber in Höhen von 1700–2900 m befindet sich eine Vegetationszone aus Grasflächen und Nadelwäldern (vor allem an den Nordhängen). In Höhen zwischen 2900 und 3700 m schließt sich eine Zone mit Buschwerk und alpiner Flora an. Darüber beginnt die Schneegrenze.